# Tre klaverstykker opus 25
Tre klaverstykker opus 25 is een verzameling composities van Agathe Backer-Grøndahl. Het zijn drie korte werkjes voor piano solo. De Noorse componiste wisselde dit soort werken af met liederenbundels. De bundel werd uitgegeven door Warmuth Musikforlag (nrs. 1682-1684).
De drie stukken zijn:
1. Novelette in allegro animato in As majeur
2. Gavotte in allegretto grazioso in E majeur
3. Intermezzo in allegretto in a mineur

Het is onbekend of de componiste de stukken ooit zelf heeft uitgevoerd tijdens een van haar vele concerten. 